# Liste der Monuments historiques in Nailloux
Die Liste der Monuments historiques in Nailloux führt die Monuments historiques in der französischen Gemeinde Nailloux auf.

## Liste der Bauwerke
| Bezeichnung                      | Beschreibung              | Standort | Kennzeichnung | Schutzstatus | Datum | Bild           |
| -------------------------------- | ------------------------- | -------- | ------------- | ------------ | ----- | -------------- |
| Glockenturm der Kirche St-Martin | Erbaut im 17. Jahrhundert | (Lage)   | PA00094407    | Inscrit      | 1926  | weitere Bilder |
| Foyer Saint-Martin               | Erbaut im 18. Jahrhundert | (Lage)   | PA00094408    | Inscrit      | 1985  |                |